# Basílica de San Isidoro
La Reial Col·legiata Basílica de San Isidoro o, simplement, San Isidoro, és un temple cristià a la ciutat de Lleó, a Espanya. És un dels conjunts arquitectònics d'estil romànic més destacats d'Espanya, per la seva història, arquitectura, escultura, i pels objectes sumptuaris romànics que s'han pogut conservar. Presenta la particularitat de tenir un Panteó Reial als peus de l'església, amb pintura mural romànica i capitells excepcionals, tot la qual cosa fa que sigui peça única del món romànic de l'època. El conjunt va ser construït i engrandit durant els segles xi i xii. És Monument Històric Artístic des del 9 de febrer de 1910.
Originalment va ser un monestir dedicat a Sant Pelagi, encara que se suposa que anteriorment s'assentava en els seus fonaments un temple romà. Amb el trasllat de les restes de Sant Isidor, bisbe de Sevilla, Doctor de les Espanyes a Lleó, es va canviar la titularitat del temple.
L'edifici de l'església conserva alguns vestigis romànics de la primera construcció de Ferran I i Sança. El Panteó i les dues portes de la seva façana sud, cridades Porta del Be i Porta del Perdó, més la Porta Nord o Capitular, són les primeres manifestacions de l'art romànic als territoris lleonesos. Amb el transcurs del temps es van fer modificacions i afegits gòtics, renaixentistes i barrocs.
La col·legiata es mostra al segle XXI en tota la seva esplendor, tant física com espiritual. L'església ha recobrat les seves funcions com a tal i totes les altres dependències obertes al públic estan restaurades i perfectament cuidades. Gaudeix a més d'una vida intel·lectual molt interessant.
El recinte pertanyent a la basílica és molt més extens del que l'observador pot veure des de la plaça de Sant Isidor. Existeixen una sèrie d'edificacions, algunes molt antigues, que arran de les reformes van ser recuperades per al seu ús. A aquest efecte es va rehabilitar l'edifici del segle xvi que es troba fora del claustre —amb finestres al carrer del Sagrament— per a residència de canonges. Es van acomodar les dues plantes de l'ala est del segon claustre per a residència de les religioses Deixebles de Jesús on a més van obrir un col·legi d'Ensenyament Primari. Per a l'Escola Superior d'Art Sacre es van restaurar unes ruïnes pertanyents a l'antic palau abacial. L'Escola Taller va tenir també el seu lloc reservat en els baixos del segon claustre i l'horta contigua.

## Context històric-artístic

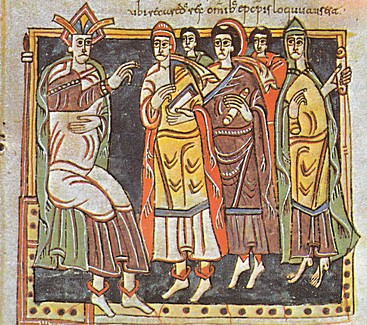
Recared i bisbes. III Concili de Toledo, any 589. Còdex Vigilano, fol. 145, Biblioteca de l'Escorial

Al començament del segle xi, en el Regne de Lleó i Comtat de Castella se seguien conservant els edificis amb tradició i cultura hispanes, sense modificar, mentre que al Comtat de Barcelona i algunes parts d'Europa havia entrat ja amb força l'art romànic, acompanyat de les noves teories i tendències cap a la litúrgia romana, aconsellada des de Roma pel papa. A les regions lleonesa i castellana l'Església catòlica practicava una litúrgia que s'havia gestat i definit en els Concilis de Toledo. El mateix succeïa en els monestirs, els monjos dels quals seguien les regles dels pares de l'Església hispanogoda, tot i que tots ells, clergues i monjos, reconeixien l'autoritat del papa a Roma i se sentien tan cristians com la resta d'Europa.
El fet que el Regne de Lleó i més tard el Regne de Castella estiguessin immersos en les lluites de la Reconquesta, condicionava una miqueta la forma de pensar i d'actuar, i això s'estenia de manera pràctica a l'art de la construcció i de l'ornamentació, que es va mantenir fidel al passat i al record dels seus avantpassats propers: els visigots.

## Història i evolució de l'edifici
L'església i monestir del que avui es coneix com a Basílica de San Isidoro va tenir els seus orígens cap a l'any 956, en el mateix solar on es pot veure en l'actualitat, solar limítrof a la muralla romana de la Legio VII Gemina, per la part del nord-oest. Tota la part occidental de l'edifici està adossada i superposada a ella. Es conserven en bon estat per aquest angle del nord-oest bastants metres d'aquesta fortalesa. També s'han pogut detectar sota els edificis de la Col·legiata, i després de les obres de restauració, importants vestigis romans: gruixuts murs de maó, embornals, ceràmica, tègules, atarjeas de latrines (conducte per on les aigües de la casa van a l'embornal), amb el segell de la Legio VII.

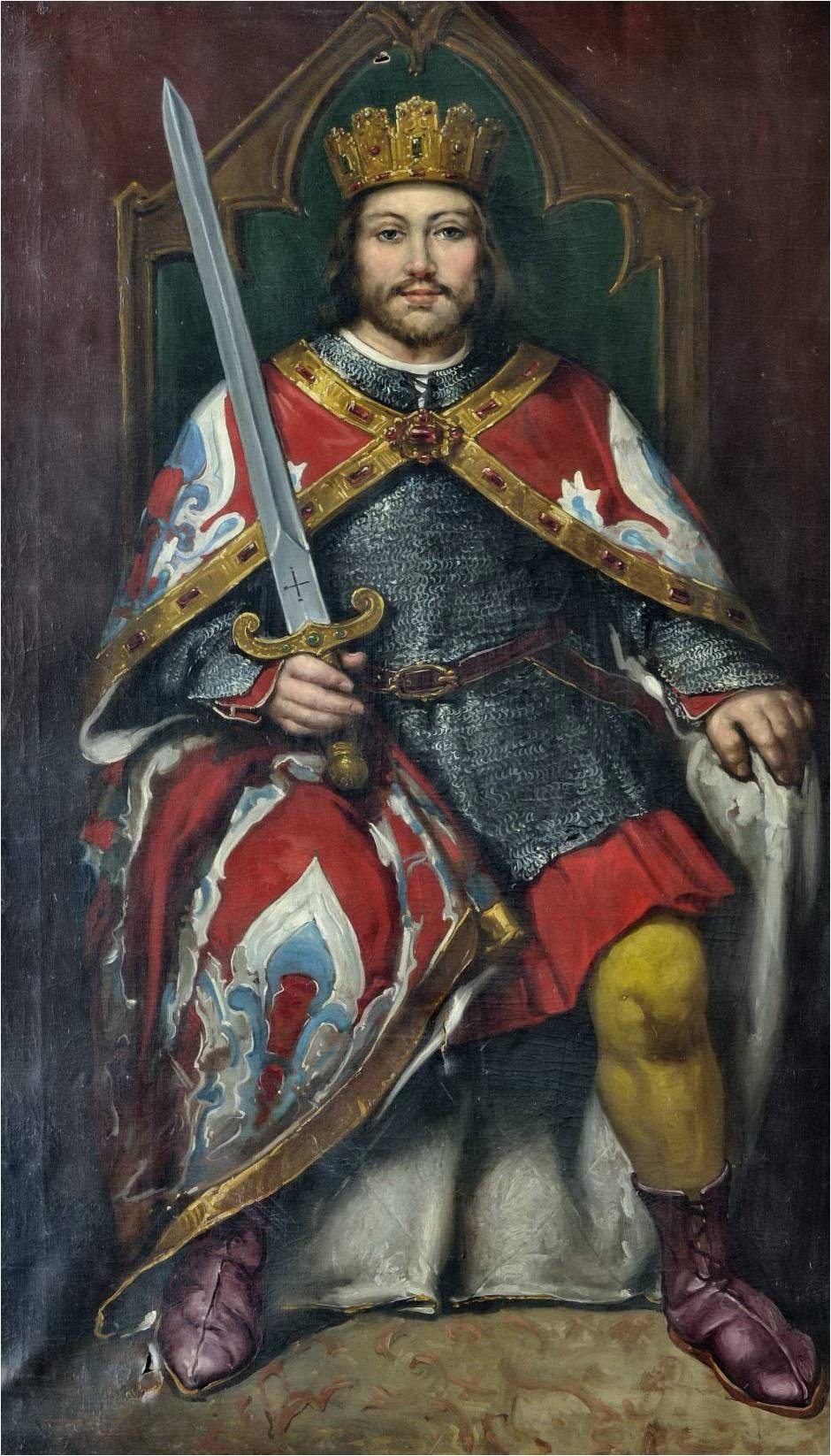
Va néixer l'església per voluntat del rei Sanç I de Lleó

Del període visigot no en queda cap resta (si és que n'hi hagué), ni del període àrab, ni dels primers temps de la Reconquesta. Les primeres referències en cròniques i documents apareixen a mitjans segle x, donant notícia de les esglésies de Sant Joan i Sant Pelagi, que per aquestes dates comencen a desenvolupar-se.
El rei Sanç I de Lleó (Sanç el Cras) va voler que s'edifiqués aquesta església. Al llarg dels segles i fins a arribar al segle XXI va ser transformant-se física i espiritualment sofrint èpoques de gran esplendor i èpoques d'autèntica decadència. Heus aquí les diferents fases per les quals va passar; són fases amb molta càrrega històrica en les quals es va fer notar en gran manera la influència dels successius reis i el seu entorn familiar.

### L'església de Sanç I el Cras
Regnant Sanç I (conegut com el Cras, fill de Ramir II) apareixen l'any 956 les primeres notícies documentades sobre aquest edifici. La intenció d'aquest rei va ser construir un temple per albergar les relíquies de Pelagi, el nen martiritzat a Còrdova l'any 925, la fama del qual es va estendre aviat per tota la cristiandat europea. Va fer les gestions oportunes amb la cort cordovesa (de la qual havia estat hoste) per al trasllat del cos, però no va veure realitzat la seva obstinació perquè va ser assassinat abans.

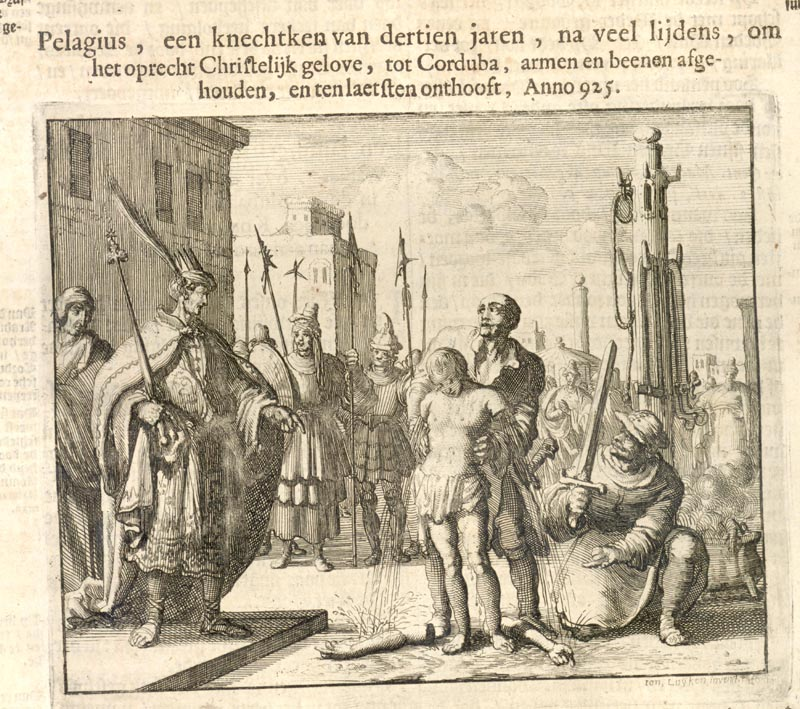
La biografia de Pelagi diu que va morir martiritzat defensant la seva virginitat

La seva germana Elvira Ramírez (monja i regent del seu nebot Ramir III) juntament amb Teresa Ansúrez, la regna mare, vídua de Sanç I, van aconseguir realitzar el projecte, així que les restes de Pelagi van ser traslladats des de Còrdova a Lleó. Pelagi va ser un nen cristià, presoner a Còrdova en temps d'Abd-ar-Rahman III. La seva biografia diu que va morir martiritzat defensant la seva virginitat. La seva fama i admiració es va estendre aviat pel món cristià d'Europa. A Turíngia la monja alemanya benedictina Roswitha li va dedicar un poema:
| « | Incliti Pelagi Martir fortisimi Christi Et bone regnantis miles per secula regis Respice Hrotsvitham miti pietate misellam… | » |

Elvira Ramírez era monja a San Salvador de Palat del Rei, un monestir fundat pel seu pare el rei Ramir II, construït al costat del seu palau, exclusiu per a dones de la reialesa. Elvira i la seva comunitat es van mudar al nou temple de Sant Pelagi, aquell que s'acabava de construir per rebre les relíquies del màrtir. Va ser aixecat aquest temple al costat d'un altre petit i molt antic (conegut com l'antiquíssim) que estava dedicat a Sant Joan Baptista. Elvira i la comunitat traslladada van servir tant en un temple com en l'altre.
La vida d'aquesta comunitat monàstica va durar tan sols 20 anys en aquest lloc. En el regnat de Beremund el Gotós (982-999), Lleó va sofrir l'atac i devastació d'Almansor (en el 988), quedant arrasades les dues petites esglésies, Sant Joan Baptista i Sant Pelagi. En aquells dies la primera abadessa Elvira ja havia mort, succeint-la Teresa Ansúrez, la reina vídua que, en tenir notícia de les imminents ràtzies d'Almansor, es va ocupar (juntament amb la comunitat) de portar el cos de Pelagi a la ciutat d'Oviedo per preservar les relíquies.

#### Infantado de San Pelayo
L' Infantado va ser una cèlebre institució medieval de mitjans segle x, establerta a favor de les infantes solteres que vivien com a religioses en els monestirs; aquestes infantes van arribar a regir gran quantitat de cenobis aportant com a dot poblats i propietats vàries.
Aquestes infantes solteres lleoneses van ostentar el títol de dominas o abadesses. El Infantado de Lleó va tenir el seu començament en el monestir de Palat del Rey, creat pel rei Ramir II per a la seva filla Elvira. En traslladar-se la comunitat de Palat del Rey al monestir de Sant Pelagi (encara no es deia Sant Isidor), la institució va prendre el nom de Infantado de San Pelayo. Una comunitat de canonges atenia a les monges en qualitat de capellans, sempre sota l'autoritat de l'abadessa o domina.
També a mitjans segle x es va instituir en Covarrubias l' Infantado (o Infantazgo) de Covarrubias, per a les infantes de la reialesa i per a les filles dels comtes de Castella que ostentaven igualment el títol d'infants.

### L'església d'Alfons V el Noble

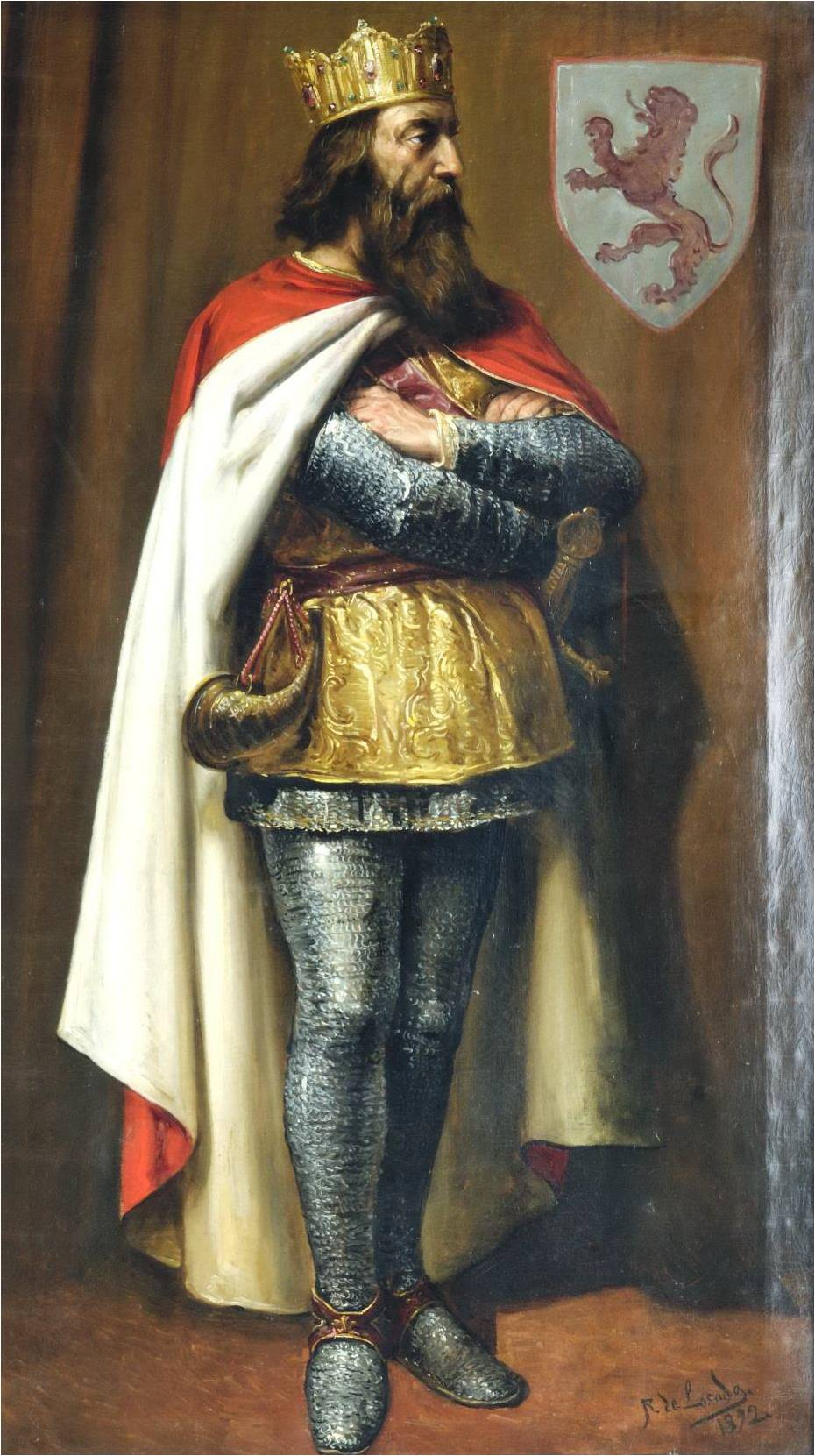
Alfons V de Lleó

Alfonso V (el dels Bons Furs), rei lleonès des de 999 a 1028, després del pas arrasador d'Almansor per la ciutat de Lleó va manar reconstruir molts edificis, entre ells el monestir de Sant Pelagi i l'església de Sant Joan Baptista.

Va ser construïda aquesta església amb materials pobres (segons diu el cronista bisbe Lucas de Tuy, "exdol et latere" és a dir, de tapial i maó), amb planta tradicional, una testera tripartida, recte, i amb dos cementiris per a la gent d'alt rang: un a la capçalera per a bisbes i alguns reis que jeien en Lleó, sobre el qual va construir un altar a Sant Martí de Tours; un altre als peus (in occidentali part), com un atri sense cobrir, dedicat a enterrament regi, on va posar els cossos dels seus pares Beremund II i Elvira García, i on ell mateix va ser enterrat. Sobre la seva tomba hi ha un epitafi que diu que va edificar l'església de Sant Joan de fang i maons. Aquesta és l'església que es coneix com a església antiga i que va haver de ser de proporcions molt petites.
| « | Fizo también la iglesia de San Juan Baptista en esa çibdad de cal y ladrillo, y cogió todos los huesos de todos los reyes y obispos que eran en essa çibdad y enterroles en esa iglesia. | » |

Es va reorganitzar de nou la comunitat de monges i la comunitat de canonges, tots sota el mandat de la nova abadessa Teresa, germana d'Alfons V. En 1028 va viatjar fins a Oviedo per viure definitivament en el monestir de Sant Pelagi d'aquesta ciutat asturiana i estar a prop de les relíquies del màrtir. Allí va morir i va ser enterrada.

### L'església romànica de Ferran I i la seva esposa Sança

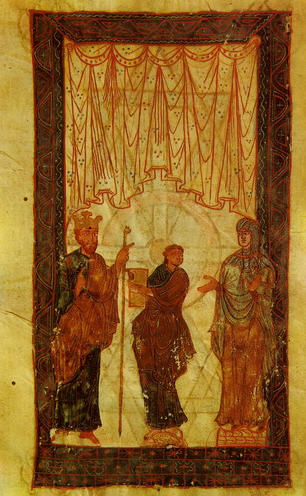
Miniatura medieval que representa al rei Ferran el Magne i a la seva esposa, la reina Sança I de Lleó

Sança I de Lleó, filla d'Alfons V, va ser abadessa del monestir de Sant Pelagi des de molt jove. Juntament amb el seu espòs Ferran van ser reis de Lleó des de 1037. Sança va influir notablement en el rei Ferran per dur a terme una edificació en pedra de l'església de Sant Joan Baptista, convencent-li a més perquè el seu enterrament tingués lloc en aquest temple i no en el Monestir d'Arlanza, ni en el Monestir d'Oña, dues possibilitats que el rei barrejava. El projecte es va dur a terme manant derrocar la humil església anterior d'Alfons V i construint en el seu lloc un temple amb bona pedra llaurada, segons es fa saber en les cròniques. No va ser un temple gran i obert als fidels sinó una petita església palatina per a ús dels seus mecenes Ferran i Sança, que vivien en el seu palau situat al costat del monestir dúplice (amb una comunitat de monges i una altra de canonges com ja s'ha explicat).

Van reconstruir també l'espai dedicat a Panteó de Reyes. Així consta en la làpida de consagració i així ho testifica el cronista de l'època conegut amb el nom de Silense que va anar a més clergue de Sant Isidor. En el cementiri dels peus de l'església (l'actual Panteó de Reyes) van ser enterrats aquests reis fundadors: Fernando, Sança i tres dels seus fills: Urraca, Elvira i Garcia. Està també el cenotafi de l'últim comte de Castella, don García. L'epitafi de Ferran I mort en 1065 diu així:
| « | Fecit ecclesiam hanc lapideam qui olim fuit lutea. | » |

Per engrandir l'església i segons el costum de l'època era necessari comptar amb importants relíquies, per la qual cosa van fer portar en 1062 des de Sevilla el cos de Sant Isidor i des del monestir d'Arlanza les relíquies de Sant Vicent d'Àvila que es guardaven allí arran de les ràtzies d'Almansor. Explicaven també des d'antic amb la mandíbula que es deia era de Sant Joan Baptista.
El 21 de desembre de 1063 es va consagrar aquesta nova església sota la advocació de Sant Isidor, oferint una solemne cerimònia, i els monarques van dotar al lloc d'un important aixovar sacre, que des del punt de vista de l'art constitueix una veritable joia del romànic d'aquells temps. Des d'aquesta consagració la dedicació del temple va ser en exclusiva a Sant Isidor.
Van mantenir els reis una absoluta protecció al temple, acudint-hi en totes les ocasions propícies. Els cronistes escriuen fins i tot sobre les emocionants escenes de Ferran I acudint al temple als moments finals de la seva vida. La van dotar de relíquies insignes i d'objectes d'orfebreria, la van enriquir amb tresors, així com van enriquir al monestir amb un vast patrimoni.

#### L'edifici romànic
Aquesta va ser la primera església romànica que es va aixecar en el Regne de Lleó seguint els moderns corrents d'aquest estil.
L'edifici romànic de Ferran I i Sança era de dimensions reduïdes: 16 metres de llarg, amb tres naus, la central de tres metres d'ample i prop de 2 metres les laterals. De gran altura: 12 metres la central, 7 les laterals. La capçalera era tripartida amb testeres rectes i escalonats coberts amb volta de mig canó. No tenia creuer.

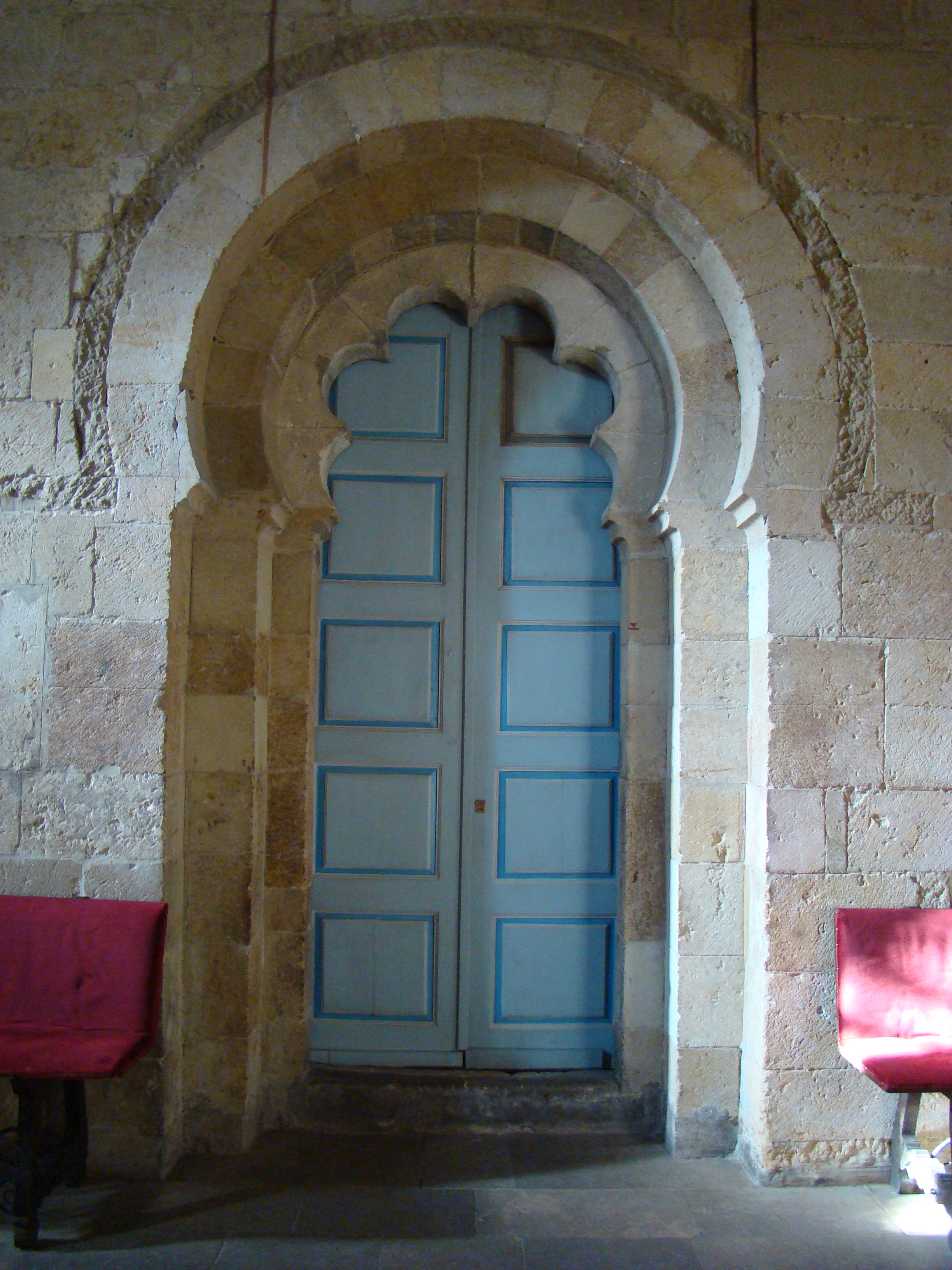
Porta d'entrada des del temple a l'espai del Panteó que va ser encegada al començament del XII amb motiu de les noves obres d'ampliació

Van edificar el panteó regi als peus, al que s'accedia des de l'interior de l'església a través d'una porta que encara existeix i que està condemnada. Els seus murs —segons consta per les excavacions— estaven alineats amb els de les naus de l'església. Va ser un espai tancat, amb dues altures, la d'a baix per a enterrament i la d'a dalt dedicada a tribuna real.
D'aquesta fase de construcció perviu en l'actualitat: el Panteó, una portada o porta amb capitells esculpits que està en la planta superior del Panteó, entre els actuals Arxiu i Tresor, la Tribuna real, els dos pòrtics adossats i els dos primers cossos de la torre. També els murs nord i occidental, que van ser incorporats a la següent edificació d'Urraca la Zamorana. En 1908 el conservador i arquitecte Juan Nepomuceno Torbado, en fer unes restauracions, va posar al descobert la planta antiga i els fonaments d'aquesta església; anys més tard, en els treballs d'enrajolat de 1971 va poder contemplar-se de nou el traçat d'aquesta planta i el seu estudi va ser a càrrec de l'Institut Arqueològic Alemany de Madrid, les excavacions del qual van ser dirigides pel professor Williams.

### Restauració i ampliació de la infanta Urraca
.

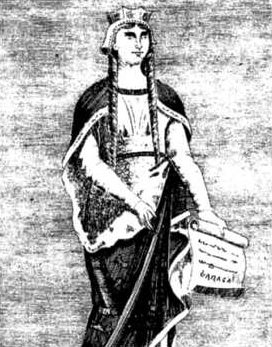
Donya Urraca, Reina de Zamora, segons un gravat de la revista Zamora Il·lustrada de 1882

L'església d'Urraca la Zamorana és l'edifici del segle xii que es pot veure en l'actualitat. Les tres portes del romànic ple, porta del Be, Porta del Perdó i Porta Nord, van ser fetes en aquest espai de temps. També va fer canvis en el Panteó real, una estada que ja existia tancada i com a cementiri en temps dels seus pares.
La infanta Urraca Fernández de Zamora, soltera, era també dómina del Infantado de Sant Pelagi i ostentava el senyoriu dels monestirs del regne el cap del qual era el de Sant Isidor de Lleó. A la mort de la seva mare Sança en 1067 va heretar el patrocini i manteniment del temple. Va manar fer moltes obres d'ampliació i així consta en el seu epitafi de 1101:
A partir d'aquestes reformes va començar a conèixer-se el temple com a església nova. La infanta Urraca va manar fer la decoració pictòrica del Panteó i va donar molts més tresors entre els quals es conserva el cèlebre Calze.
No va aconseguir veure acabades les obres que per contra va concloure Alfons VII i la germana d'aquest, Sança, també dómina del Infantado.
Es desconeix el nom de l'arquitecte que va realitzar aquestes obres. L'ampliació va ser feta sobretot per la part meridional i oriental, doblegant les dimensions i afegint el braç del creuer. Es va iniciar amb la construcció d'una nova capçalera uns metres més cap a l'est sense destruir l'obra de Ferran i Sança, avançant cap als peus on es trobaven amb el límit del panteó i les galeries a l'oest i al nord. En arribar a la capçalera de l'església antiga i en projectar la seva destrucció, van respectar els murs nord i occidental, la qual cosa va condicionar l'amplària de les naus laterals que van haver de ser més estretes que l'extensió dels nous absis. Es van parar les obres durant uns anys a l'altura de les finestres de la nau major, sense que se'n coneguin les raons.
Entrat el segle xii es van reprendre les obres dirigides aquesta vegada per l'arquitecte Pedro Deustamben que també havia treballat abans de la mort de la Infanta Urraca. És de suposar que les naus s'anaven a cobrir amb sostrada de fusta, però aquest nou arquitecte va optar per rematar la nau central, elevada a gran altura, amb una volta de canó i li va proporcionar llum directa amb finestrals. En general les obres realitzades per aquest arquitecte van ser d'una gran audàcia amb resultats poc satisfactoris, les conseqüències dels quals van ser: deformació de tot el construït, esquerda al llarg de la volta alta, inclinació dels murs cap a fora i amenaça de ruïna. Tots aquests defectes no es van manifestar des del principi sinó que van ser accentuant-se i corregint-se a través dels segles, fins a arribar a les obres del segle XXI en què va tenir lloc una important i definitiva restauració.

### Fi de les obres per Alfons VII i la seva germana Sança
Alfons VII i la seva germana Sancha Raimúndez, dómina del Infantado de San Pelayo, tots dos fills d'Urraca i Ramon de Borgonya, van concloure les obres iniciades per Urraca i van consagrar l'església solemnement el sis de març de 1149.
La infanta Sança va restaurar la vida monàstica i ella mateixa va professar en el monestir. En 1147 va manar que aquest monestir depengués dels canonges regulars de sant Agustí traslladant la comunitat de monges fora de Lleó. La infanta es va encarregar que s'edifiquessin els edificis destinats als canonges. Poc després el monestir va ser elevat al rang d'abadia.

### L'església en temps de Ferran II
Ferran II, rei des de 1157 a 1188, segon fill d'Alfons VII, fundador dels ordes militars de Sant Jaume i Alcántara, va aconseguir del Papa Alexandre III que es nomenés al monestir i la seva església com a dignitat d'abadia, amb una sèrie de privilegis entre els quals es trobava l'exempció de tota jurisdicció episcopal sota el títol de Filla predilecta de l'Església Romana. En aquesta nova categoria va tenir com a primer abat a Menendo que la va dirigir des de 1156 a 1167. En total van passar per l'abadia 66 abats, fins al seu final al març de 2003.

### Reformes dels segles XV i XVI
A més de les grans reformes fetes durant el període romànic, el complex arquitectònic de San Isidoro va sofrir obres parcials, modificacions manades fer per diversos personatges per a la seva pròpia glòria i conveniència en uns casos o per a la millora general en uns altres. Al segle xv l'abat Simón Álvarez va manar encastar la tribuna gòtica entre les tres primeres arcades de la nau.
El pare Juan de Cusanza (àlies Juan de León) va manar construir la capella gòtica de San Martín i va manar derrocar la capella major romànica per construir l'actual, els treballs de la qual van començar en 1513 a càrrec de l'arquitecte Juan de Badajoz el Vell. Pedro Suárez de Quiñones, comanador de Sant Isidor i governador de la província va transformar la sala capitular per construir la seva pròpia capella fúnebre.
En 1534 el propi Capítol de la col·legiata va transformar la tribuna real adornant-la amb pintures murals per convertir-la en nova sala capitular. Aquest mateix any Juan de Badajoz "el Mozo" va demolir els palaus reals romànics i en el seu lloc va construir la biblioteca amb la primera volta el·líptica del Renaixement espanyol, per a l'accés de la qual va dissenyar una porta renaixentista que va comunicar amb l'antiga tribuna romànica transformada en sala capitular.
L'arquebisbe Fonseca, Juan Rodríguez, que va ser abat de Sant Isidor des de 1519 a 1524, va manar construir el claustre gòtic —que va ser anomenat claustre de Fonseca—, aparedant després d'un mur l'antiga galeria romànica del segle xi. En 1574 l'arquitecte Juan del Rivero va fer l'escala principal del claustre.

#### Porta del Perdó

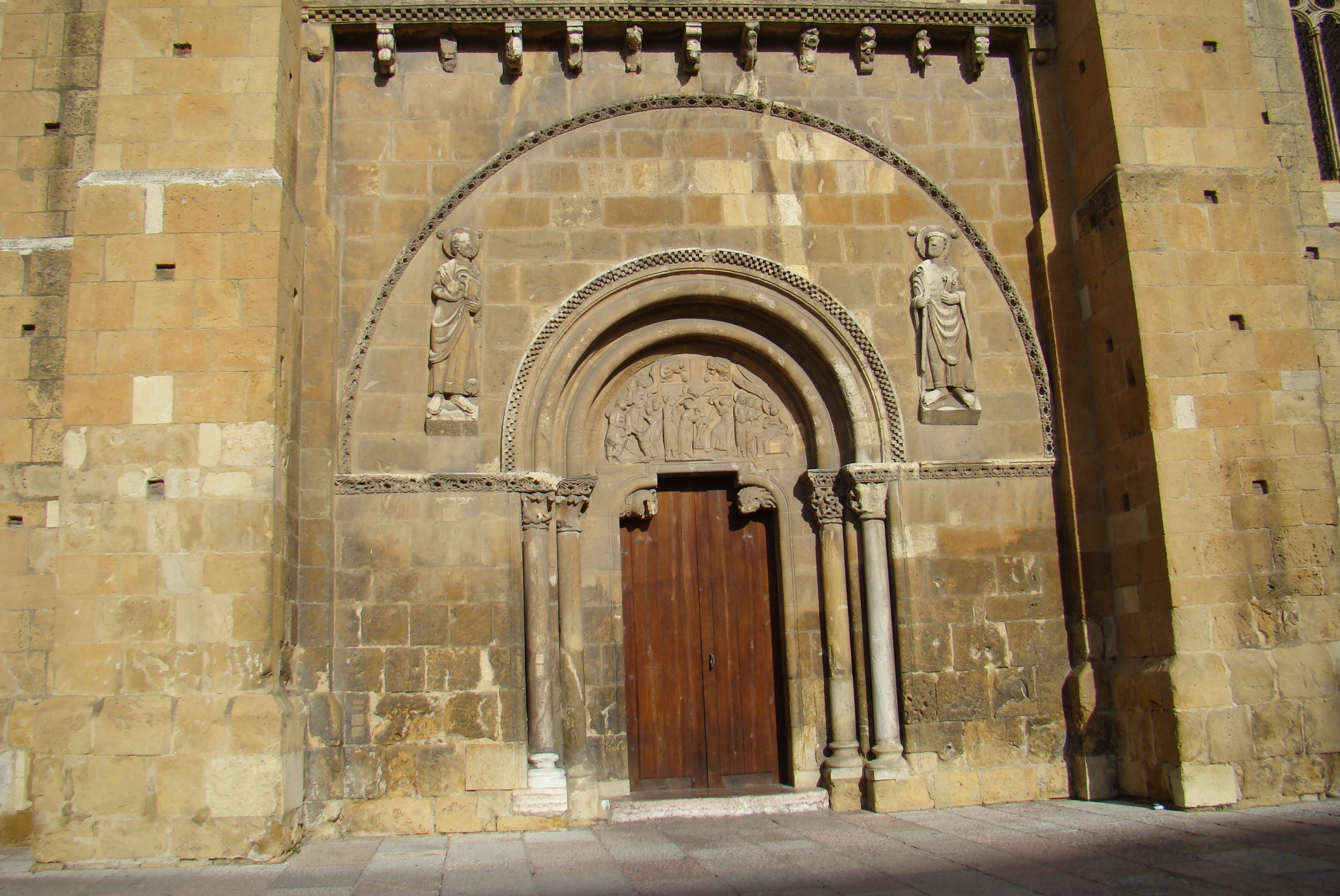
Porta del Perdó

Es diu així perquè era la porta per on obstaculitzen els pelegrins que anaven fent el Camí de Sant Jaume, per aconseguir en aquesta església les indulgències corresponents i el perdó dels pecats.
S'obre a la façana sud del creuer. Pertany a l'època del ple romànic, i els relleus s'atribueixen al mestre Esteban, que va treballar a les catedrals de Pamplona i de Sant Jaume de Galícia. L'execució és posterior a la Porta del Cordero. El mestre Esteban va esculpir per primera vegada una sèrie de temes evangèlics que serien reproduïts després a la portada de la catedral de Compostel·la, a la Catedral de Santa María de Pamplona i a la de Toulouse.
Una cornisa en escacat divideix aquesta façana en dos cossos. En el cos superior hi ha tres grans arcs de mig punt, sent cecs els dos laterals. Les columnes del centre són geminades i les seves bases són àtiques, d'urpes. El finestral central està tancat per una reixa romànica. El cos inferior està ocupat per la portada pròpiament dita.

#### Timpà del Perdó
Les tres escenes són: Ascensión, Descendimiento i Sepulcre buit que contemplen les tres Marías. Les arquivoltes són de motllura en bocel, molt peraltades, amb columnes colzades. Tot està envoltat d'una motllura escacada. La llinda es recolza sobre caps de lleó i de gos.
L'escena de l'esquerra, l'Ascensió de Crist, crida molt l'atenció per la forma en què està tractat el tema, ja que sembla que Crist és ajudat o empès cap als cels pels dos Apòstols. Pel nimbo de Crist es veu la inscripció: Ascendo ad patrem mevm et patrem vestrvm Al centre es representa l'escena del Descendimiento, de gran realisme, acompanyada per dos àngels turiferarios sobre el braç horitzontal de la creu.
És semblant a la del Be però amb el timpà llis, que en un altre temps va estar pintat i que a l'origen estaria esculpit com les altres dues portes. Consta de dues arquivoltes de mig punt els arcs del qual tenen motllura de baqueta, que descansen sobre columnes de fust monolític. Tant en la rosca exterior com en la interior porta ornamentació d'escacat a l'estil de Jaca i de Frómista.
Són molt interessants els capitells, especialment el que representa a una dona nua, ajupida seguida per una altra dona també nua que porta una serp a la mà. En el mateix capitell hi ha una altra serp rosegant a un home vestit. A més de cridar l'atenció pel simbolisme que tanca, es tracta d'un perfecte treball d'escultor classicista i naturalista que pot veure's en alguns capitells de Jaca i de Frómista. S'atribueix el treball a l'escultor Leodegarius, conegut com el Mestre de les Serps.

### Interior de l'edifici

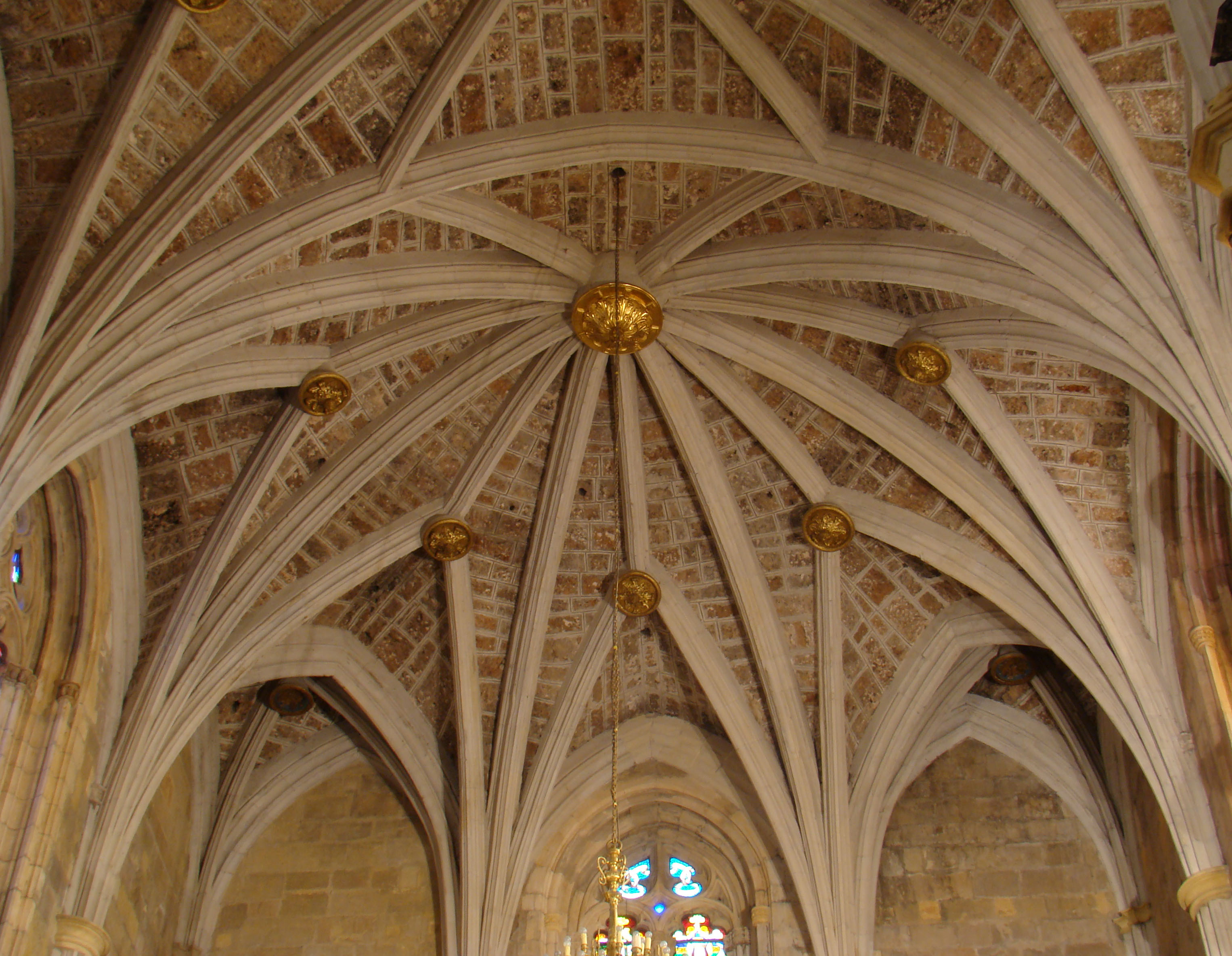
Volta de la capella major

L'interior sorprèn al visitant per la seva intensa lluminositat a causa de la gran quantitat d'amplis finestrals de la nau central i del creuer sud. Posseeix una rica decoració en impostes d'escacat, motiu que es veu tant en paraments rectes com a corbs. També els capitells són rics i nombrosos.

#### Capella Major
La Capella Major data del segle xvi, i la seva arquitectura s'atribueix a Juan de Badajoz el Vell. El pare Juan de Cusanza (àlies Juan de León) va encarregar les obres l'any 1513, substituint l'antiga capella romànica de la infanta Urraca per l'actual gòtica. L'any 1971 es va fer una tasca de neteja i de restauració del sòl, que es trobava molt deteriorat i van sortir una altra vegada a la vista els fonaments de la planta romànica que l'arquitecte Torbado havia descobert en la seva tasca d'excavació, i seguint el seu traçat es va fer un dibuix en el sòl perquè es pogués veure fàcilment. La capella està coberta per volta de creueria amb tercelets.

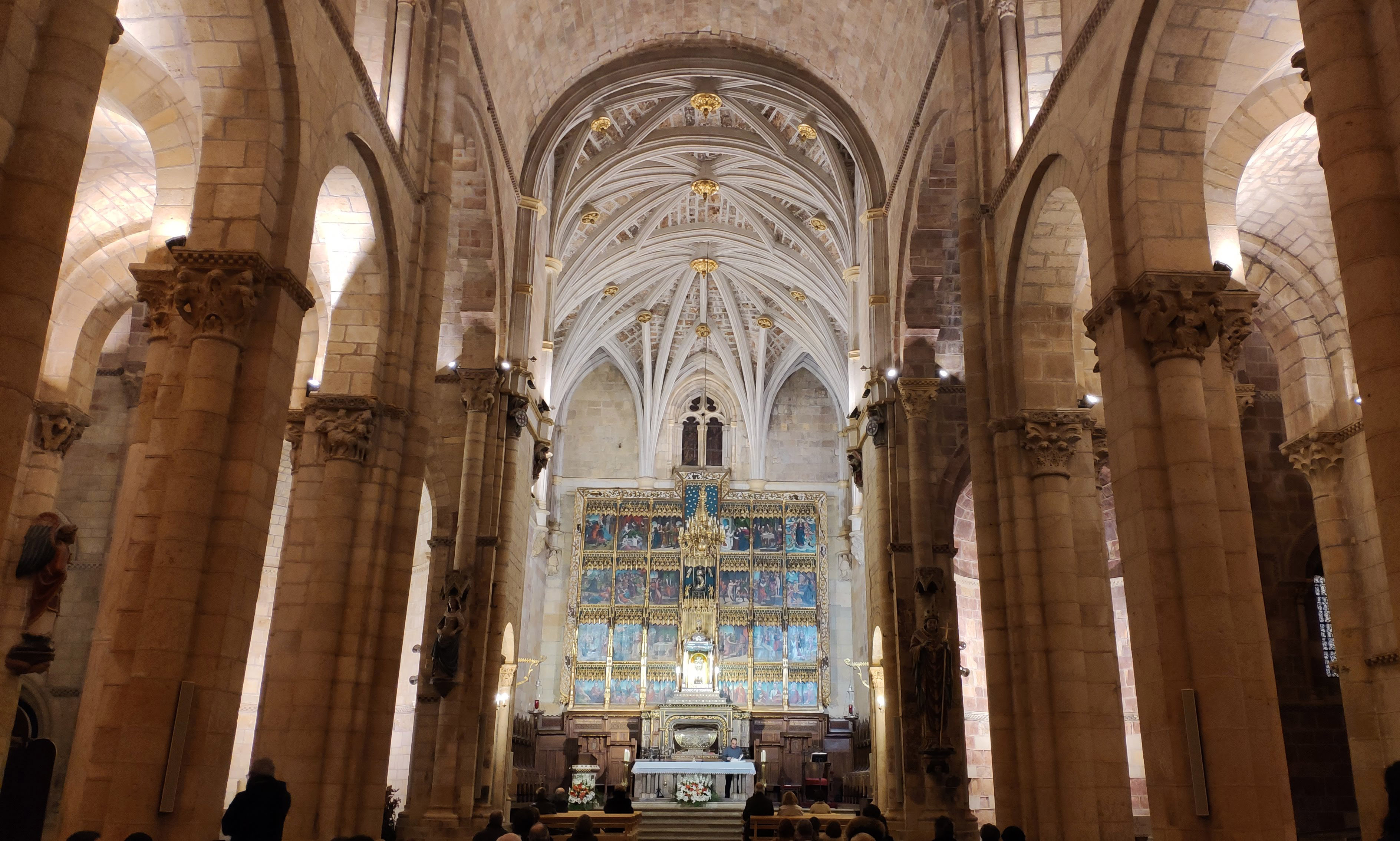
Nau i retaule major

El retaule de factura encara gòtica procedeix de la parròquia de Pozuelo de la Orden (Valladolid) i va ser traslladat a San Isidoro el 1920, any en què aquesta localitat pertanyia al bisbat de Lleó. Va ser llaurat entre 1525 i 1530, comptant amb la participació en les tasques de talla i assemblat d'un mestre anomenat Giralte, potser Giralte de Brussel·les, i consta de vint-i-quatre taules de pintura, atribuïdes per Chandler R. Post a un Maestro de Pozuelo, cap de sèrie d'un ampli nombre d'obres el centre geogràfic de les quals se situa a la ciutat zamorana de Toro. La documentació trobada posteriorment ha permès precisar que els treballs de pintura es van repartir entre Lorenzo d'Àvila, seguidor de Juan de Borgoña i establert a Toro, a qui es podria identificar amb el Maestro de Pozuelo creat per Post, i dos pintors veïns de Valladolid: Antonio Vázquez, també seguidor de Borgoña, i Andrés de Melgar, oficial d'Alonso Berruguete, a qui per tal motiu s'atribueixen algunes de les taules més avançades estilísticament.
La custòdia és de plata, de l'artista M. García Crespo, i guarda l'hòstia consagrada exposada dia i nit per privilegi papal molt antic, que comparteix amb la catedral de Lugo. Sota la custòdia i en lloc preferent es troba l'urna neoclàssica que conserva les restes de Sant Isidor, obra que l'argenter lleonès Antonio Rebollo va realitzar en 1847.

#### Capella de la Trinitat o de San Martino

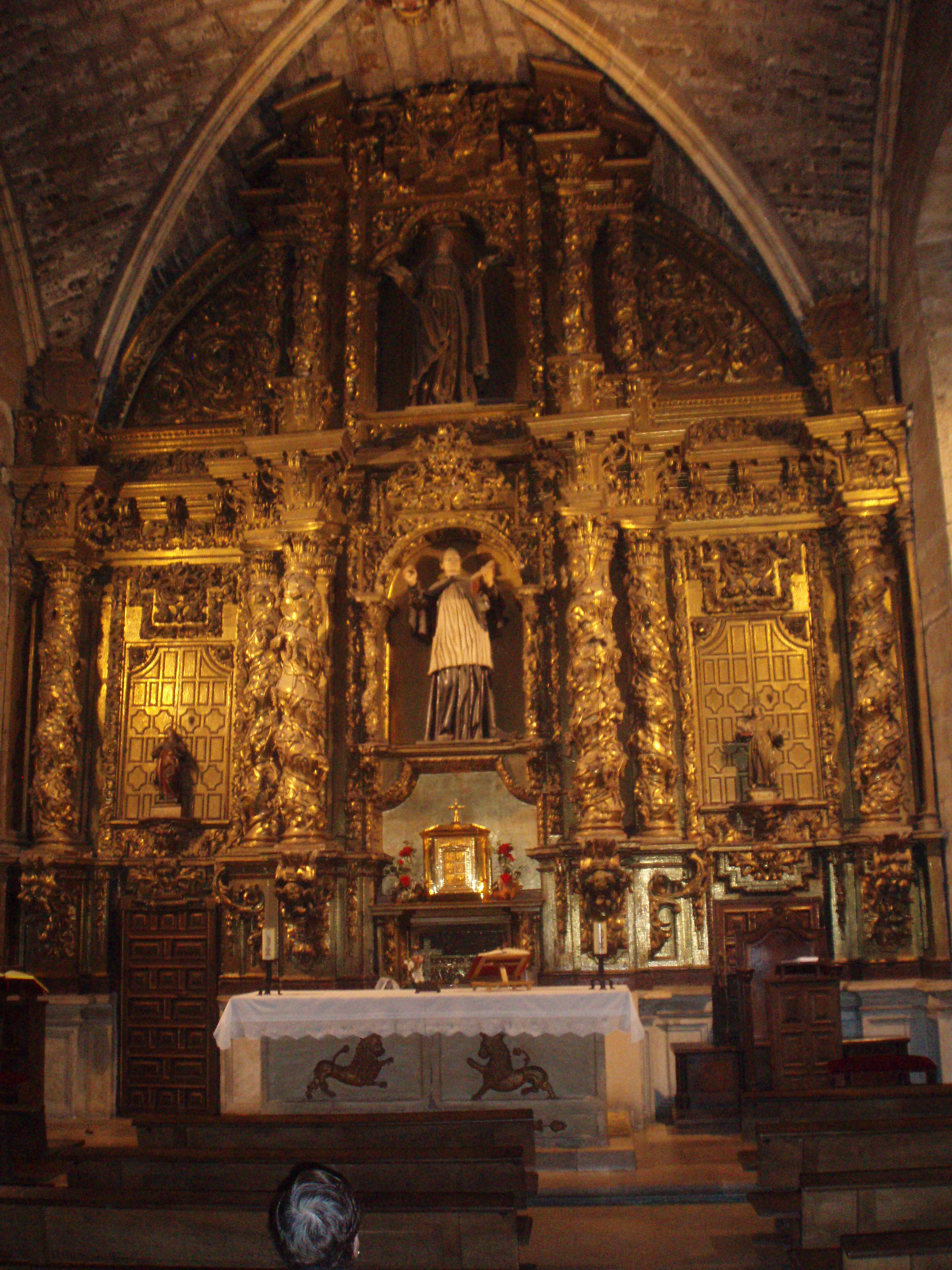
Retaule de la capella del San Martino

San Martino, canonge de Sant Isidoro, va manar construir cap a 1191 darrere de l'absis nord una capella destinada a guardar el dipòsit de relíquies acumulades al llarg dels seus viatges i que servís també com a cementiri comú dels canonges. La capella era petita, de planta rectangular i capçalera semicircular, i construïda amb materials molt pobres amb aparell de maó. Es va dir capella de la Santíssima Trinitat. Es va fer una portada de mig punt en el mur nord.
Al segle xvi es va transformar aquesta capella en estil hispà-flamenc, passant a dir-se capella de San Martino. El retaule és del segle xvii, del tracista i assemblador Pedro Margotedo, i porta la imatge del titular. Allí es troba l'urna amb les restes del sant.

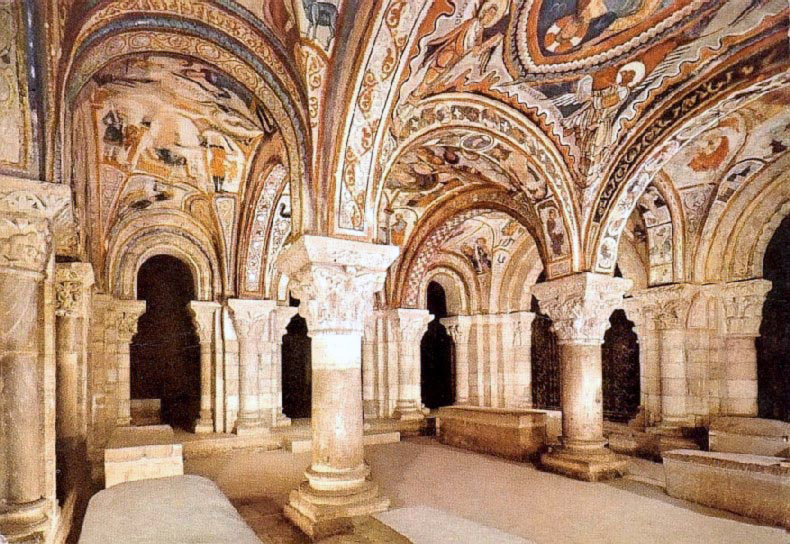
Panteó Reial. El tema pictòric correspon a la segona meitat del segle XII

L'origen data dels temps del rei Alfons V el Noble que després del pas d'Almansor va fer aixecar de nou l'església amb materials pobres i la va dotar de dos cementiris, un a la capçalera i un altre als peus (in occidentali part), com un atri sense cobrir, dedicant-ho a enterrament regi; allí va dipositar els cossos dels seus pares Beremund II i Elvira. Ferran I i Sança van reconstruir també aquest panteó, on ells mateixos hi van ser enterrats. Així consta en la làpida de consagració i així ho testifica el cronista de l'època conegut amb el nom de Silense que va anar a més clergue de Sant Isidor. La historiografia moderna atribueix el resultat final (que es contempla en el present) a la infanta Urraca la Zamorana, filla de Ferran I i Sança.
- Arqueta de Sant Isidor. Folrada amb xapes de plata i realitzada cap a 1065. Durant 900 anys va guardar el cos del sant. Va ser molt deteriorada en 1808.
- Arca dels ivoris. Allí es van guardar les restes de Pelagi i de Sant Joan Baptista. Datada de l'any 1059. En fusta, amb 25 ivoris incrustats.
- Portapau d'ivori.
- Ivori escandinau. Obra del segle x que representa un drac replegat sobre si mateix.
- Calze de donya Urraca de 1100.
- Arca dels esmalts amb representació de la crucifixió i pantocràtor.
- Interessant col·lecció de teles: Dues estoles del segle xii, 1197 i 1198, teixides per Leonor de Plantagenet. Fragments de teles perses i àrabs. Ternos renaixentistes.
- Lignum Crucis, ostensorios i reliquiaris.
- Creu d'altar d'Enrique d'Arfe.
- Tríptic renaixentista amb la representació de l'Anunciació, Visitació, Adoració dels Reis i Calvari. En els batients està el tema de les Onze Mil Verges, i el de l'aparició de la Verge a Sant Bernat. Obra atribuïda a Rodríguez Solís.
- Pendó de Baeza, del segle xiv.[18] És una de les peces més importants del museu. La tradició explica que va ser brodat en el propi camp del lloc de la batalla de Baeza (encara que tal batalla no va existir, doncs la plaça es va rendir per capitulació pactada).[18] Representa a Sant Isidor a cavall amb espasa i creu, com es va aparèixer en el camp de batalla. Tema relacionat amb les representacions d'aquesta època de Santiago i Sant Emilià. Fons carmesí, amb les armes de Lleó i Castella. Té honors de Capità General.

### Galeria
Els antecedents d'una galeria semblant es troben a Valdediós i Escalada (finals del segle IX i primers del X). Es pot considerar aquest espai com el primer exemple romànic de quantes galeries d'aquest tipus van ser construïdes després, sobretot en terres sorianes i segovianes tot i que existeixen dues diferències importants entre la galeria en ela (L) de Sant Isidor de Lleó i les que van ser construïdes després al llarg de la geografia romànica, en què es pot apreciar que en la majoria dels casos es van disposar en el mur sud de l'església i no es van cobrir amb voltes, sinó amb sostrada de fusta.
Quan a la primera cambra del segle xvi l'abat Fonseca va manar construir el claustre de maó (l'anomenat claustre de Fonseca o claustre processional o claustre principal), aquesta galeria va ser paredada i ocultada per la seva banda nord amb un mur de maó bastant gruixut en el qual es van obrir unes obertures a l'altura del que podria ser un segon pis. Aquest mur s'elevava de manera que tapava també la façana nord de l'església, amb els seus permòdols corresponents. Cap als anys 20 del segle XX la galeria va ser descoberta per l'arquitecte Torbado i el 1960 l'arquitecte Luis Menéndez-Pidal la va recuperar. Al mateix temps, la part occidental de la galeria va ser també paredada donant pas a un espai anomenat Capella dels Arcs. Actualment aquest espai es diu Panteó d'Infants, i a ell van ser traslladats alguns enterraments d'infants reials i membres de la noblesa lleonesa.
En les obres de restauració dels anys 60 del segle XX es va derrocar el mur de maó quedant al descobert bastants elements romànics, entre d'altres la cornisa de dentells figurant caps de llops, fustos diversos i capitells. Va haver-hi elements oposats formant part del farciment del mur. En el Museu Arqueològic de Lleó s'havien guardat en algun moment sis capitells que van ser retornats per col·locar-los en el seu lloc original. Altres capitells es van llaurar de nova factura, imitant als romànics i es van assenyalar amb una R. Una altra restauració important va ser la volta que es va refer amb pedra de toba, com havia estat feta l'original.

### Arxiu-biblioteca

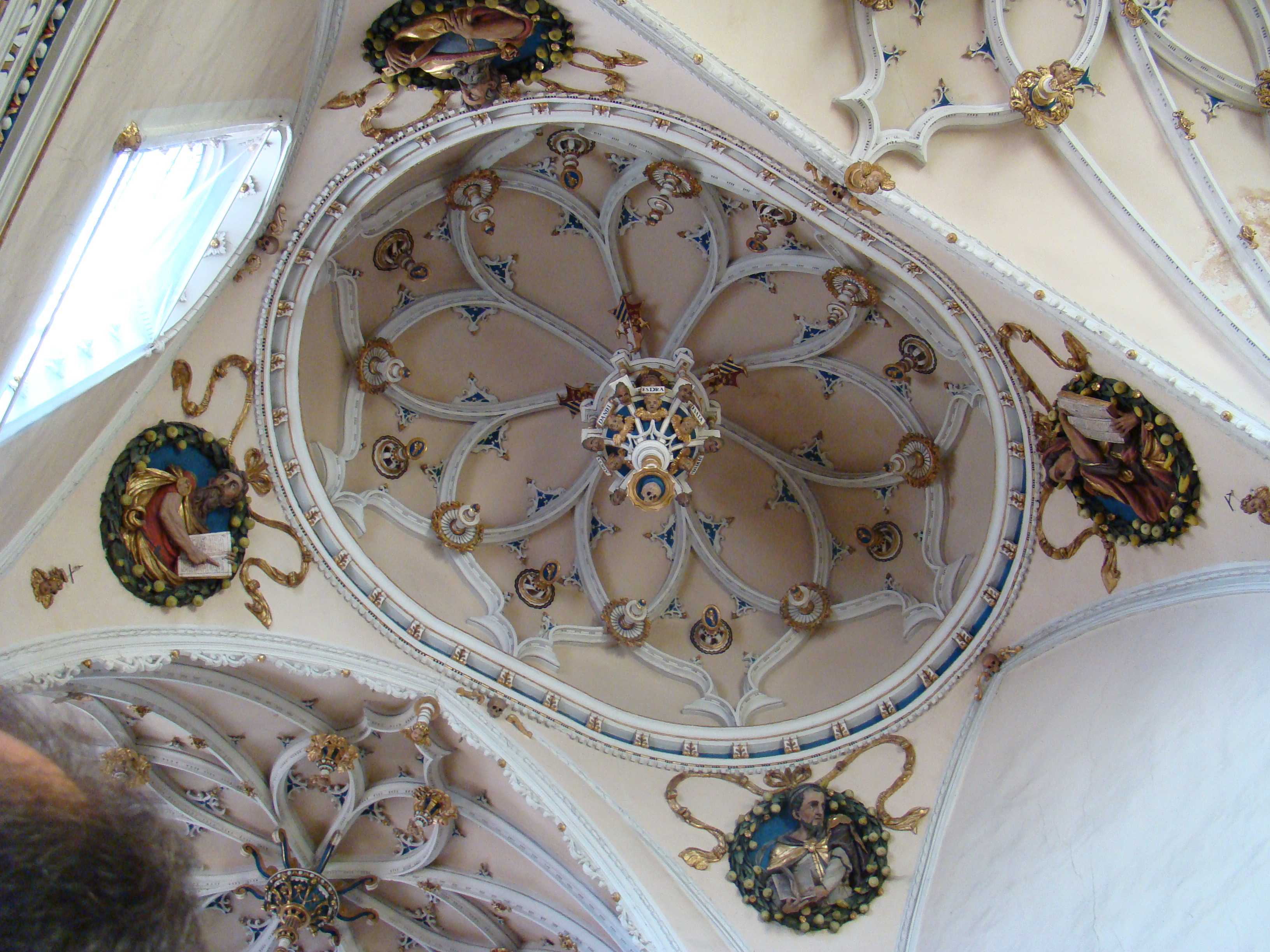
La cúpula central és ovalada i en les seves petxines hi ha quatre medallons amb les figures dels evangelistes

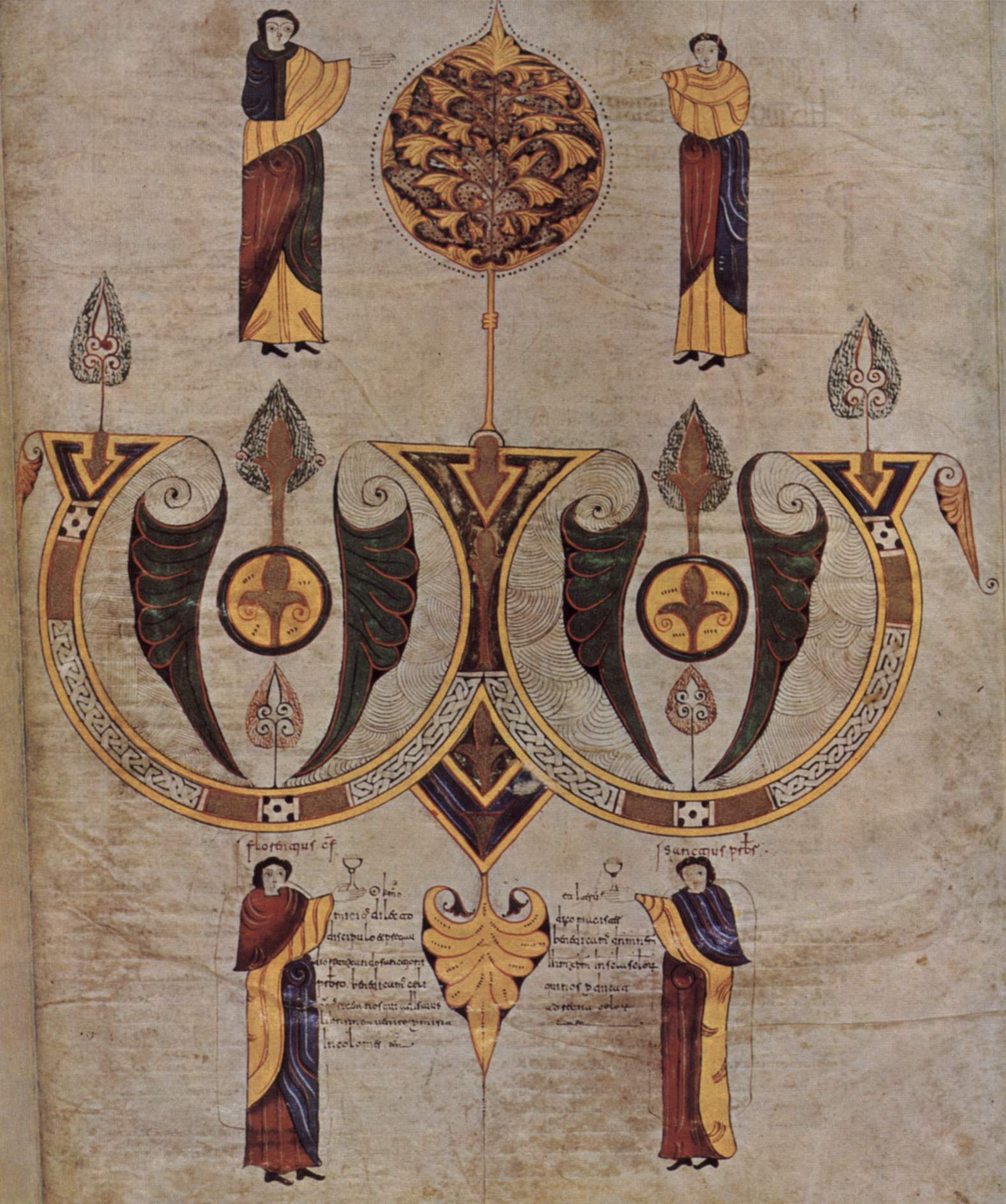
Bíblia de l'any 960, mossàrab, del prevere Sanç miniatures de Florencio, escrita en el Monestir de Valeránica

És un edifici independent construït a la fi del segle xvi per Juan de Badajoz el Mosso, que consta de dues plantes, situades sobre el sostre del recinte que ocupa el vestíbul d'entrada. En l'actualitat es pot accedir a aquest espai des de l'escala de cargol, construïda a un costat del Panteó o des del claustre alt. La planta primera és rectangular, dividida en tres trams, amb voltes estavellades i amb alts relleus i finestrals renaixentistes. La cúpula central és ovalada i en les seves petxines hi ha quatre medallons amb les figures dels evangelistes. Per sota de l'arrencada de la volta es veu una imposta on es va escriure amb lletres daurades una sèrie d'elogis destinats a Sant Isidor.
L'arxiu conté volums molt interessants entre els quals pot destacar-se 300 incunables, llibres rars, 800 documents en pergamí, 150 còdexs i tresors de documents hispànics. Entre totes aquestes obres poden destacar-se algunes de les més curioses o importants:
- Bíblia del segle x (del 960) mossàrab, del prevere Sanç amb excel·lents miniatures de Florencio, escrita en el Monestir de Valeránica (Burgos).[nota 11]
- Còdex Morals de Job (núm. 1 del seu catàleg), escrit pel monjo Baltario en 951.
- Tres toms d'una bíblia romànica del segle xii.
- Dos toms de l'obra del Sant Martino, segle xii on es recullen els tractats per a l'edificació moral dels canonges. Són edicions amb ornamentació molt rica, les miniatures de la qual es distingeixen pels colors i perfecció del dibuix.
- Chronicon Mundi, del Tudense, segle xv.

La segona planta està dedicada a taller de restauració bibliogràfica i laboratori fotogràfic, a més de tenir l'habitatge per a l'arxiver i el secretari.

#### Restauració de 1960
La sala es trobava bastant ruïnosa després del pas de les tropes de Napoleó més les destrosses arran de la Desamortització. S'havien perdut les prestatgeries i les rematades que eren estatuetes d'alabastre amb mènsules on estava escrita la lletania isidoriana: "Doctor de les Espanyes, Mirall de l'església, Estel esplendent, Doctor fidel, Legislador dels hispans, Pare dels clergues, Lliri de l'Església, Esplendor dels sacerdots, Estel rutilant, Fulgor de la justícia". Aquestes figures perdudes van ser substituïdes per talles de fusta de noguera, afegint la lletania. Es van fer prestatgeries d'acer folrades de noguera i amb reixetes daurades.
Es va posar sòl nou de marbre vermell, bigues noves, restauració de finestrals i vidrieres i es va daurar la imposta que recorre els murs. Es va separar el vestíbul d'entrada amb un reixat del toledà Julio Pascual. En l'exterior es va restaurar la balaustrada gòtica de pedra que envolta l'edifici afegint elements per al desguàs.

### Claustre

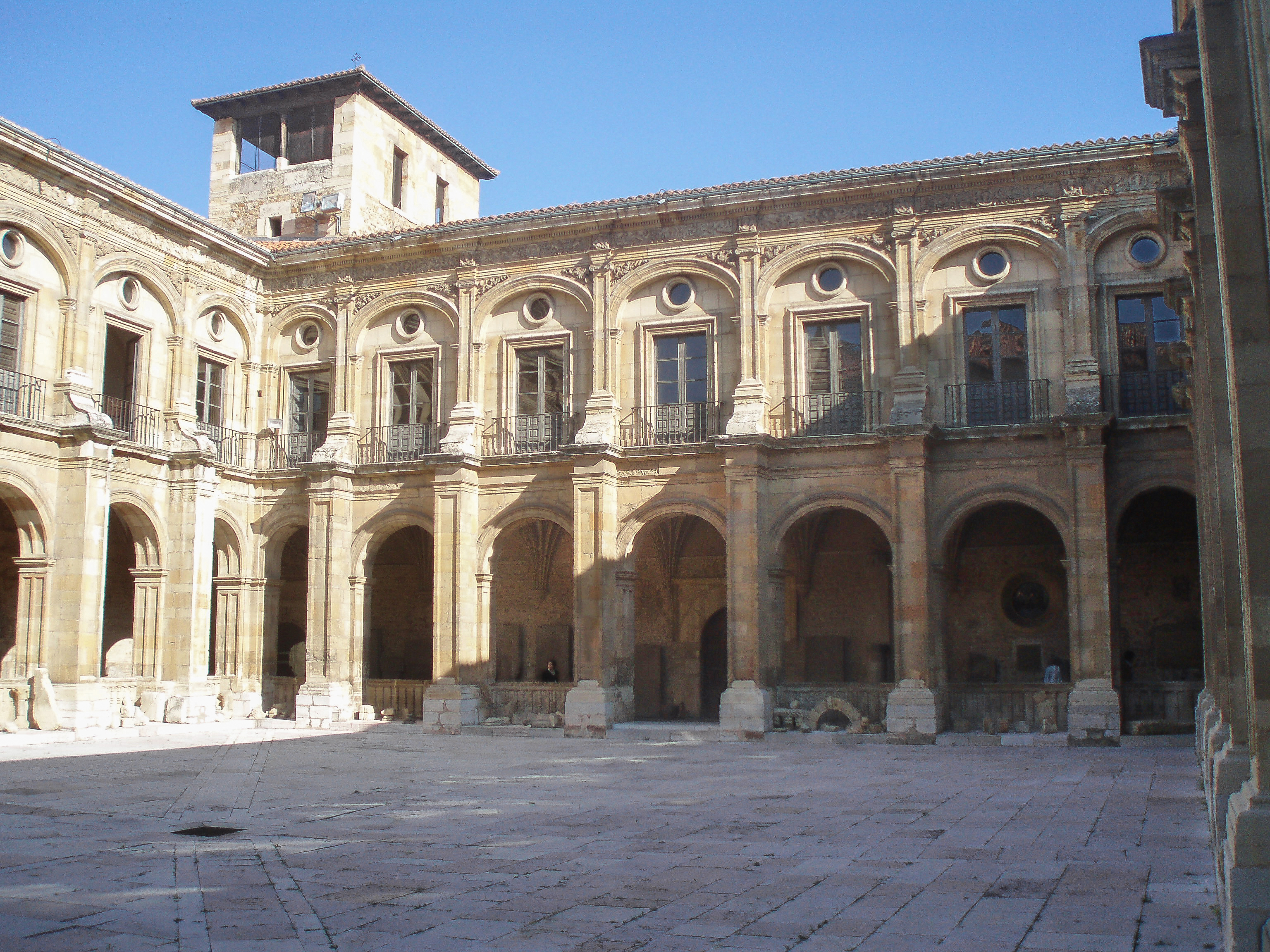
Vista d'un angle del claustre

El claustre principal es va construir al segle xi aprofitant el pòrtic o galeria del Panteó, allargant-la fins a donar amb el creuer. Va ser el claustre romànic més antic conegut a Espanya del que solament es conserva la part descrita de la galeria. La resta del pati són crugies amb voltes de nervis del segle xvi manat fer per l'abat Fonseca. En aquella reforma va quedar encegada la galeria amb un mur de maó que va ser demolit a mitjan segle XX en les reformes dutes a terme per l'arquitecte Luis Menéndez Pidal. Va ser llavors quan va quedar la galeria romànica al descobert, amb els seus dentells, arcs i capitells.
A partir del segle xvi les diferents capelles del claustre es van dedicar a capelles mortuòries de les famílies que prenien el patronatge. Després van ocórrer molts avatars i fins i tot va haver-hi destrucció però amb la restauració i restabliment dels últims temps aquestes estades han tornat a prendre rellevància. Moltes d'elles alberguen part del museu de la Basílica i unes altres estan dedicades a altres serveis intel·lectuals com l'antic refetor que és avui seu de la Càtedra de Sant Isidor.
La segona planta és obra barroca realitzada pels arquitectes Compostizo, Pablo de Valladolid i Santiago Velasco.
Existeix un segon claustre, barroc de 1735, manat construir per l'abat Manuel Rubio Salines.

### Torre

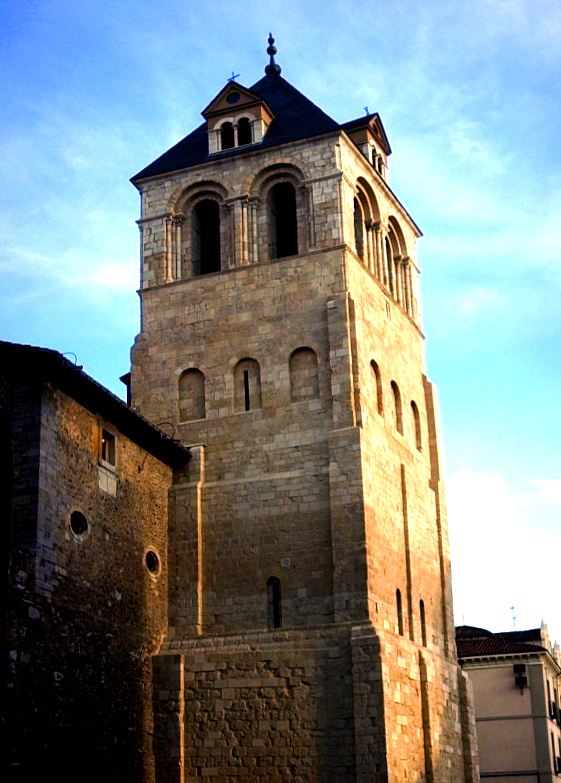
Torre romànica

La dita Torre del Gall està situada als peus de l'església. És de planta quadrada i eix oblic respecte a l'eix de l'església; forma part de la muralla romana de manera que el primer cos envolta un cub de la mateixa. En època de Ferran I els dos primers cossos van tenir missió defensiva. En el segon cos hi ha una estada amb volta de canó i un arc faixó que es recolza sobre columnes. S'accedeix a aquest cos per la ronda de la muralla. Té claredat gràcies a unes petites obertures en espitllera.
El tercer pis s'eleva a partir d'una imposta bisellada. Té una sala voltada amb tres finestres en cada cara de les quals solament està oberta la del mig. El quart cos és el de campanes, amb dues obertures en cada cara, de triple arc de mig punt sobre dues parelles de columnes. Una de les campanes antigues amb data de 1086 es conserva en el museu. Es corona la torre amb chapitel de pissarra modern i un penell que és el gall famós, símbol de la ciutat de Lleó. És una peça molt antiga que van estudiar fa poc professionals arqueòlegs, palinòlegs, entomòlegs i paleògrafs.
La torre va haver de ser restaurada en la segona meitat del segle XX sota la direcció de l'arquitecte Menéndez Pidal i reparada i consolidada amb noves tècniques a principis del segle XXI. El segon pis es va dedicar a cambra del tresor.

#### El gall-penell

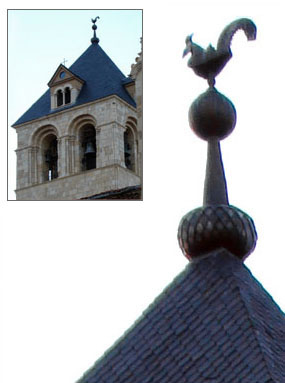
El gall-penell de la torre

El gall-penell de la torre de San Isidoro va ser durant segles el símbol més preuat de la ciutat de Lleó. Va fer sempre les funcions de penell sense presentar cap problema. Es veia a distància i no es coneixia la seva història ni el perquè ni quan va arribar a la torre. En els primers anys del segle xxi, en fer la profunda restauració de la torre es va desmuntar aquesta peça amb la intenció de dur a terme una neteja, però en observar la raresa de l'objecte es va reservar per a poder-lo estudiar bé a fons. En el seu lloc s'hi va posar una còpia que en l'actualitat és la que preval.